# العلاقات الأسترالية اليونانية
العلاقات الأسترالية اليونانية هي العلاقات الثنائية التي تجمع بين أستراليا واليونان.

## مقارنة بين البلدين
هذه مقارنة عامة ومرجعية للدولتين:
| وجه المقارنة                                              | أستراليا                                   | اليونان                                                                             |
| --------------------------------------------------------- | ------------------------------------------ | ----------------------------------------------------------------------------------- |
| المساحة (كم2)                                             | 7.69 مليون                                 | 131.96 ألف                                                                          |
| عدد السكان (نسمة)                                         | 24.51 مليون                                | 10.76 مليون                                                                         |
| الكثافة السكانية (ن./كم²)                                 | 3.19                                       | 81.54                                                                               |
| العاصمة                                                   | كانبرا، ملبورن                             | أثينا، نافبليو                                                                      |
| اللغة الرسمية                                             | لغة إنجليزية                               | لغة يونانية، Demotic Greek ‏                                                         |
| العملة                                                    | دولار أسترالي، جنيه إسترليني، جنيه أسترالي | يورو، دراخما، فينيكس يوناني ‏                                                        |
| الناتج المحلي الإجمالي (بليون دولار)                      | 1.32 تريليون                               | 200.29 مليار                                                                        |
| الناتج المحلي الإجمالي (تعادل القوة الشرائية) بليون دولار | 1.10 تريليون                               | 285.45 مليار                                                                        |
| الناتج المحلي الإجمالي الاسمي للفرد دولار أمريكي          | 56.31 ألف                                  | 18.00 ألف                                                                           |
| الناتج المحلي الإجمالي للفرد دولار أمريكي                 | 45.92 ألف                                  | 26.85 ألف                                                                           |
| مؤشر التنمية البشرية                                      | 0.939                                      | 0.865                                                                               |
| رمز المكالمات الدولي                                      | +61                                        | +30                                                                                 |
| رمز الإنترنت                                              | .au                                        | .gr                                                                                 |
| المنطقة الزمنية                                           |                                            | توقيت شرق أوروبا، ت ع م+02:00، ت ع م+03:00، توقيت شرق أوروبا الصيفي ‏، أوروبا/أثينا ‏ |

## مدن متوأمة
في ما يلي قائمة باتفاقيات التوأمة بين مدن أسترالية ويونانية:
- ترتبط City of Canterbury (New South Wales) [الإنجليزية]‏ مع باتراس باتفاقية توأمة.[23]
- ترتبط City of Wanneroo [الإنجليزية]‏ مع كاستوريا باتفاقية توأمة منذ 1987.[24][24][25][25]
- ترتبط ملبورن مع سلانيك باتفاقية توأمة منذ 21 يوليو 2004.[26][27]
- ترتبط City of Perth [الإنجليزية]‏ مع رودس باتفاقية توأمة منذ 23 أبريل 1979.[28][29][29][30]
- ترتبط غولد كوست مع كورفو باتفاقية توأمة منذ 14 أغسطس 1990.

## منظمات دولية مشتركة
يشترك البلدان في عضوية مجموعة من المنظمات الدولية، منها:
| علم المنظمة | اسم المنظمة                               | تاريخ انضمام أستراليا | تاريخ انضمام اليونان |
| ----------- | ----------------------------------------- | --------------------- | -------------------- |
|             | منظمة التعاون الاقتصادي والتنمية          | ?                     | 30 سبتمبر 1961       |
|             | منظمة التجارة العالمية                    | ?                     | 1995                 |
|             | الاتحاد البريدي العالمي                   | ?                     | ?                    |
|             | الوكالة الدولية للطاقة                    | ?                     | ?                    |
|             | مجموعة الموردين النوويين                  | ?                     | ?                    |
|             | يونسكو                                    | 4 نوفمبر 1946         | 4 نوفمبر 1946        |
|             | الفريق المعني برصد الأرض                  | ?                     | ?                    |
|             | مؤسسة التمويل الدولية                     | 20 يوليو 1956         | 26 سبتمبر 1957       |
|             | المركز الدولي لتسوية المنازعات الاستشارية | 1 يونيو 1991          | 21 مايو 1969         |
|             | منظمة حظر الأسلحة الكيميائية              | ?                     | ?                    |
|             | مؤسسة التنمية الدولية                     | 24 سبتمبر 1960        | 9 يناير 1962         |
|             | مجموعة أستراليا                           | 1985                  | 1985                 |
|             | نظام تحكم تكنولوجيا القذائف               | 1990                  | 1992                 |
|             | وكالة ضمان الاستثمار متعدد الأطراف        | 10 فبراير 1999        | 30 أغسطس 1993        |
|             | الاتحاد الدولي للاتصالات                  | 27 مايو 1878          | 1866                 |
|             | منظمة الشرطة الجنائية الدولية             | ?                     | ?                    |
|             | الأمم المتحدة                             | 1 نوفمبر 1945         | 25 أكتوبر 1945       |
|             | البنك الدولي للإنشاء والتعمير             | 5 أغسطس 1947          | 27 ديسمبر 1945       |
|             | المنظمة الهيدروغرافية الدولية             | ?                     | ?                    |

## أعلام
هذه قائمة لبعض الشخصيات التي تربطها علاقات بالبلدين:
- أفرام بابادوبولوس (لاعب كرة قدم يوناني، 3 ديسمبر 1984[41] – )
- أليكس بروياس (مخرج أفلام أسترالي، 23 سبتمبر 1963[42] – )
- جورج ميلر (مخرج أفلام أسترالي، 3 مارس 1945[43] – )
- جيسون ديفيدسون (لاعب كرة قدم أسترالي، 29 يونيو 1991[44] – )
- جيمس ترويسي (لاعب كرة قدم أسترالي، 3 يوليو 1988[45] – )
- ديمتري بتراتوس (لاعب كرة قدم أسترالي، 11 أكتوبر 1992 – )
- ستان لازاريديس (لاعب كرة قدم أسترالي، 16 أغسطس 1972[46] – )
- كوستاس مانديلور (ممثل أسترالي، 3 سبتمبر 1965[47] – )
- مارك فيليبوسيس (لاعب كرة مضرب أسترالي، 7 نوفمبر 1976 – )
- نيك كيريوس (لاعب كرة مضرب أسترالي، 27 أبريل 1995 – )
- هيو جاكمان (ممثل ومنتج أسترالي، 12 أكتوبر 1968[48][49][50] – )

## وصلات خارجية
- موقع وزارة الخارجية الأسترالية
- موقع وزارة الخارجية اليونانية